# Никифор III Вотаниат
Ники́фор III Вотаниа́т (греч. Νικηφόρος Γ' Βοτανειάτης; ок. 1002 — 10 декабря 1081) — византийский император, правивший в 1078—1081 годах.

## Биография

### Возвышение
Никифор Вотаниат, по словам Вриения Младшего, «один из мужественнейших мужей Востока», стал императором в уже очень преклонном возрасте. Ряд исследователей, в том числе А. Каждан и Б. Крсманович, говорят о греческом происхождении будущего византийского императора и его родстве с влиятельными каппадокийскими семьями Фок и Малеинов. В то же время З. Удальцова высказала предположение об армянском происхождения Никифора Ботаниата. В начале 1077 года император Михаил VII сделал его главнокомандующим восточных войск, а в октябре Вотаниат открыто объявил о начале восстания и приказал собирать рассеянные по Азии войска. Из Фригии он двинулся в Вифинию, но имел очень мало сил. Только после того, как его открыто поддержал важнейший город Никея, мятеж стал разрастаться и вскоре охватил всю Азию. В столице Византии — Константинополе — тоже произошло возмущение. Император Михаил добровольно решил оставить трон и постригся в монахи.
Овладев троном, Никифор, хотя был уже довольно стар, женился. Его женой стала красавица императрица Мария Аланская, дочь грузинского царя Баграта IV. Он всячески старался привлечь к себе благорасположение граждан и щедро раздавал подарки. Конечно, всё это привело к тому, что расходы стали далеко превышать доходы, и появился недостаток в деньгах.

### Царствование
Всё короткое правление Никифора прошло в постоянных мятежах и войнах. Сначала на западе восстали Никифор Вриенний Старший и Никифор Василаки. Летом 1079 года На восточном берегу Босфора восстал брат Михаила VII —  Констанций Дука, но благодаря предложенным восставшим деньги, они выдали Констанция Никифору. В 1080 году в Азии поднял мятеж Никифор Мелиссин, которого поддержали сельджуки. Престарелый император совсем не участвовал в походах против самозванцев и предоставил все дела молодому полководцу Алексею Комнину, который вёл успешную борьбу против врагов. До поры до времени Вотаниату удавалось удерживать власть.
Но в феврале 1081 года мятеж против императора поднял уже сам Алексей Комнин. Товарищ Алексея —  Георгий Палеолог подкупил охранявших одну из крепостных башен Влахернской стены немцев, и те 1 апреля, с началом штурма, неожиданно принялись пускать стрелы в спину несчастным солдатам Вотаниата, сторожившим Харисийские ворота. Головной отряд Палеолога ворвался в город, вслед за ним в Константинополь вошло все мятежное войско и начался повальный грабеж. Никифору нечего было ему противопоставить. Отец Георгия Палеолога —  Никифор — сторонник Никифора предложил напасть на брошенного армией узурпатора, но император решил примириться с Мелисинном, чтобы совместными усилиями разгромить Комнина. Но флот посланный в Азию не подчинился. После того как мятежники вступили в Константинополь, патриарх посоветовал императору не начинать междоусобной войны и начать переговоры с Комнином. Василевс должен был усыновить Алексея, а сам он удостоился только почётными знаками власти. Алексей уже хотел согласиться, но кесарь Иоанн Дука, прогнал послов императора, заявив что уместно предлагать такие требования до штурма, а Никифору теперь надо думать о спасении души. Уступив настойчивым просьбам, низложенный Никифор постригся в монахи. Комнина пишет, что когда друзья спросили бывшего императора, как он переносит перемену своего положения, Никифор ответил: «Одно меня тяготит — воздержание от мяса, а остальное ничуть не заботит».